# Flughafen Cheyenne

i8
i11
i13
Der Cheyenne Regional Airport (auch Jerry Olson Field IATA-Code: CYS, ICAO-Code: KCYS) ist ein öffentlicher Flughafen auf 1878 m Seehöhe, 2 km nördlich von Cheyenne im Laramie County, Wyoming in den Vereinigten Staaten. Die Fläche des Flughafens beträgt 430 ha. Er hat ein Betonpiste mit 2825 m Länge und eine Asphaltpiste mit 2039 m Länge. Beide sind jeweils 46 m breit.

## Geschichte
Im Juli 1927 startete die Boeing Aircraft Company ihre eigene Fluggesellschaft, die eine Strecke von San Francisco nach Chicago mit Zwischenstopps in Sacramento, Reno, Elko, Salt Lake City, Rock Springs, Cheyenne, North Platte,  Lincoln, Omaha, Des Moines und Iowa-City. 1931 fusionierte Boeings Fluggesellschaft mit drei anderen Fluggesellschaften zu United Airlines, die die Strecke San Francisco-Chicago nach Toledo, Cleveland und New York (Flughafen Newark) erweiterte und eine transkontinentale Route schuf. Es wurden Flugzeuge vom Typ Boeing 247 und Douglas DC-3 eingesetzt. Cheyenne blieb bis in die 1950er Jahre eine Station auf dieser Route. Mit besseren Flugzeugen, die über die Rocky Mountains fliegen konnten, wurde Denver jedoch eher zum Mittelpunkt der transkontinentalen Route als Cheyenne. 1954 flog United Convair 340 Denver – Cheyenne – Scottsbluff, Nebraska – North Platte (Nebraska) – Grand Island – Lincoln, Nebraska – Omaha – Chicago – Detroit – Philadelphia – New York Newark Airport und Denver – Cheyenne – Salt Lake City – Ogden – Elko – Reno – Sacramento – Oakland – San Francisco. Bis 1959 hatte United täglich einen Hin- und Rückflug mit Convair 340 zwischen Cheyenne und Denver. Alle United-Dienste für Cheyenne endeten 1960.
1926 startete The Colorado Airlines eine Südroute von Cheyenne nach Denver, Colorado Springs und Pueblo. Western Air Express erwarb die Fluggesellschaft 1927 und wurde später zu Western Airlines. Der Dienst dauerte bis 1934. Eine andere Fluggesellschaft, Wyoming Air Service, begann 1931 mit einer Route in Richtung Norden von Cheyenne nach Casper, Sheridan und Billings. Diese Route wurde von 1934 bis 1937 von Cheyenne nach Süden nach Denver, Colorado Springs und Pueblo verlängert. Western Die Fluggesellschaften erwarben später den Wyoming Air Service und betrieben eine Denver-Cheyenne-Casper-Sheridan-Billings-Route, die bis 1979 dauerte. Verschiedene Flugzeuge wurden eingesetzt, darunter die Boeing 247, Douglas DC-3, Douglas DC-6B, Lockheed L-188 Electra, und schließlich die Aufrüstung auf Jets mit der Boeing 737-200 bis 1969. Ein 737-Jet wurde jeden Tag in jede Richtung betrieben und durch das gesamte Jahrzehnt der 1970er Jahre fortgesetzt, wodurch der  „milk-run“ von Denver nach Billings mit drei Stopps in Wyoming durchgeführt wurde. In den 1960er Jahren modifizierte Western die Route, um Los Angeles – San Diego – Phoenix – Denver – Cheyenne zu betreiben und die Nordroute von Billings nach Great Falls und Calgary, Kanada zu verlängern.
1947 nahm Challenger Airlines den Dienst mit Douglas DC-3 auf, die Strecken von Denver nach Billings und von Denver nach Salt Lake City bedienten und viele Zwischenstopps einlegten, darunter Cheyenne. 1950 wurde Challenger mit der ursprünglichen Frontier Airlines (1950) verschmolzen. Frontier bediente Cheyenne weiterhin mit Direktflügen nach Denver, Billings und Salt Lake City mit DC-3, die später auf Convair 340, Convair 580 und de Havilland Canada DHC-6 Twin Otter aufgerüstet wurden. Bis 1967 flogen Frontier Convair 580 nonstop nach Denver und direkt nach Dallas, Oklahoma City, Tulsa, Little Rock, Salt Lake City und Colorado Springs. 1977 begann Frontier mit Boeing 737-200-Jets nach Cheyenne zu fliegen und ab 1982 wurden alle Cheyenne-Flüge nur noch mit 737 nach Denver oder Laramie durchgeführt. Als Frontier eine harte finanzielle Belastung zu ertragen begann, wurden die Jets bald eingestellt und die Fluggesellschaft kehrte zur Verwendung der Convair 580 unter einer neuen Bezeichnung als Frontier Commuter zurück. Alle Dienste für Cheyenne wurden im Januar 1985 eingestellt.
Nach der Deregulierung der Fluggesellschaften im Jahr 1978 begannen kleinere Regional- und Zubringerfluggesellschaften, Cheyenne hauptsächlich mit Verbindungen nach Denver zu bedienen. Rocky Mountain Airways nahm ihren Dienst Anfang 1979 auf und flog DHC-6 Twin Otter und de Havilland Canada DHC-7 Dash 7. Nach dem Zusammenbruch von Frontier Anfang 1985 war Rocky Mountain Airways die einzige Fluggesellschaft, die Cheyenne mit bis zu neun Hin- und Rückflügen täglich mit Twin Ottern nach Denver flog. Andere Fluggesellschaften sind Centennial Airlines, die 1982 mit Beechcraft 99-Flugzeugen Flüge nach Denver, Billings und Salt Lake City durchführten; und Air Resorts, die 1985 kurzzeitig mit Convair 440-Kolbenflugzeugen nach Denver operierten. 1986 nahm Aspen Airways den Dienst nach Denver mit Convair 580 auf und ging im September desselben Jahres eine Partnerschaft mit United Airlines ein, die als United Express operierte. 1987 wurde Rocky Mountain mit Continental Airlines verbunden und begann als Continental Express mit bis zu acht Hin- und Rückflügen täglich nach Denver mit Beechcraft 1900C und ATR 42-Flugzeugen zu operieren. Der United Express-Dienst von Aspen endete 1989, wurde aber 1990 von Mesa Airlines wieder aufgenommen. In den frühen 1990er Jahren führten United Express und Continental Express zusammen bis zu dreizehn Flüge pro Tag nach Denver durch, wobei beide Fluggesellschaften Beechcraft 1900C flogen. Continental Express stellte ihren Dienst 1995 ein, nachdem Continental Airlines ihren Drehkreuzbetrieb in Denver eingestellt hatte. Mesa Airlines verlor die Bezeichnung als United Express im Jahr 1998, als Air Wisconsin den United Express-Dienst zwischen Cheyenne und Denver mit Dornier 328-Flugzeugen aufnahm. Air Wisconsin wurde Ende 1998 schnell von Great Lakes Airlines als United Express-Fluggesellschaft in Cheyenne mit Beech 1900D-Flugzeugen ersetzt. Great Lakes verlor dann 2002 die Bezeichnung als United Express, bediente Cheyenne jedoch weiterhin unter eigenem Branding und einem Codeshare mit United. Great Lakes, die einzige Fluggesellschaft, die Cheyenne anfliegt, verlegte ihren Hauptsitz auf den Flughafen und richtete auf dem Feld auch eine Flugzeugwartungsbasis ein. Einige Flüge nach Denver wurden mit einem größeren Embraer 120 Brasilia-Flugzeug durchgeführt. Das Unternehmen wurde jedoch am 26. März 2018 geschlossen, wodurch Cheyenne keinen Flugdienst mehr hatte.
American Airlines richtete Nonstop-Flüge nach Dallas/Fort Worth ein. Der Dienst wurde am 15. Juli 2010 von American Eagle mit dem Regionaljet Embraer 145 gestartet. Der Dienst wurde jedoch nicht rentabel und endete am 3. April 2012. Nach dem Zusammenbruch von Great Lakes Airlines im Jahr 2018 kehrte die Stadt Cheyenne mit American zurück und stellte den American Eagle-Dienst nach Dallas/Fort Worth ab dem 4. November 2018, diesmal betrieben von SkyWest Airlines mit Bombardier CRJ100/200 wieder her. Der Service begann mit einem täglichen Flug, wurde aber im Sommer 2019 um einen zweiten Flug erweitert.
Mit dem Ausbruch des COVID-19-Virus Anfang 2020 und dem damit verbundenen Rückgang des Flugverkehrs wurden alle Dienste von American Eagle eingestellt. Die Stadt Cheyenne arbeitete weiterhin mit SkyWest Airlines zusammen und stellte den Dienst nach Denver als United Express mit CRJ-200 ab dem 12. November 2020 wieder her (SkyWest arbeitet sowohl für American Eagle als auch für United Express).

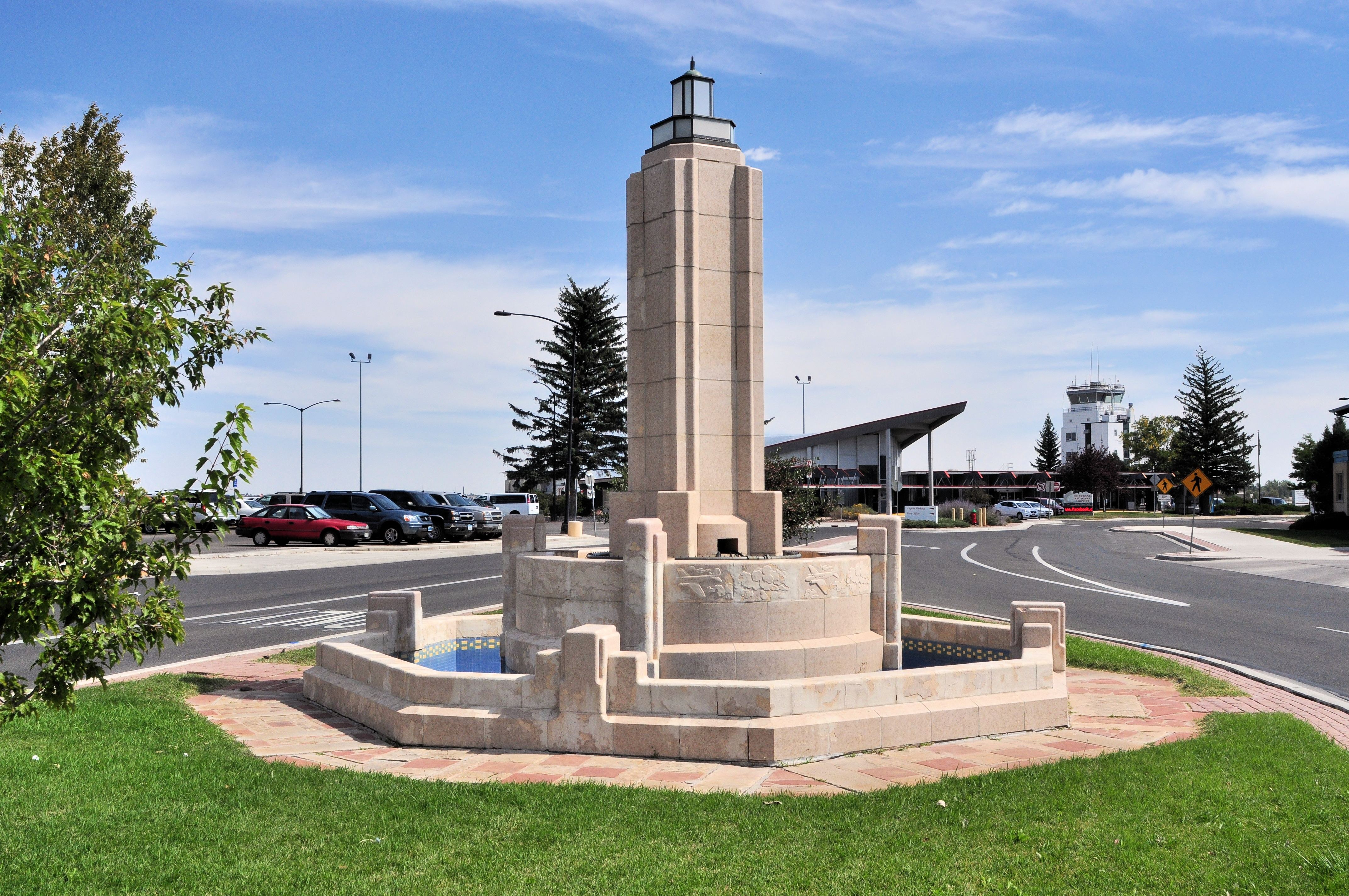

## Flugbetrieb
Im Jahre 2021 wurden 4408 Passagiere befördert. Im Jahre 2020 haben 33.250 Flugbewegungen stattgefunden, davon 17.715 lokale Bewegungen, 3.126 Zwischenlandungen, 1.083 Air-Taxi-Flüge, und 11.287 militärische Flüge und 36 Frachtflüge. 30 einmotorige und 7 zweimotorige Flugzeuge und 2 Jetflugzeuge und 2 Helikopter waren 2020 hier stationiert.
Die wichtigste Fluggesellschaft für den Flughafen ist heute (April 2023) United Airlines.

## Zwischenfälle
- Am 17. Oktober 1946 wurde eine Douglas DC-3/C-47A-20-DK des US-amerikanischen National Air Transport Service (NATS) (Luftfahrzeugkennzeichen NC38942) nahe dem Flughafen von Laramie (Wyoming) (USA) ins Gelände geflogen, als in niedrigster Höhe bei einer Kurve mit 70° Schräglage der Boden berührt wurde. Die gemeldete Wolkenuntergrenze war unbestimmbar und in 400 Fuß bedeckt. Der Unfall geschah auf einem Ausweichflug vom 72 Kilometer entfernten Flughafen Cheyenne. Durch diesen CFIT (Controlled flight into terrain) wurden alle 13 Insassen getötet, die drei Besatzungsmitglieder und 10 Passagiere.[24]

- Am 9. Oktober 1949 stürzte eine Curtiss C-46E-1-CS Commando der US-amerikanischen Slick Airways (N59485) im Anflug auf den Flughafen Cheyenne ab. Das Wetter war durch schwere Turbulenz und starke Vereisung gekennzeichnet. Nachdem die Piloten die Kontrolle über das Flugzeug verloren hatten, stürzte es 4 Kilometer nordwestlich des Zielflughafens ab. Beide Besatzungsmitglieder und der einzige Passagiere, die einzigen Insassen auf dem Frachtflug, kamen ums Leben.[25]